# اسوالدال (آیووا)
اسوالدال (به انگلیسی: Swaledale) شهری در ایالت آیووا کشور ایالات متحده آمریکا است که جمعیت آن در سرشماری سال ۲۰۱۰ میلادی، ۱۶۵ نفر بوده‌است.